# Roland Cubitt, III barone Ashcombe
Roland Calvert Cubitt, III barone Ashcombe (Londra, 26 gennaio 1899 – Surrey, 28 ottobre 1962), è stato un nobile inglese, nonno materno di Camilla, regina consorte del Regno Unito.

## Biografia
Cubitt studiò a Eton e al Royal Military College di Sandhurst.
Tenente nelle Coldstream Guards, fu promosso a vice tenente nel 1939 e ricoprì la carica di vice Lord luogotenente del Surrey nel 1940.

### Matrimoni e discendenza
Il 16 novembre 1920 sposò Sonia Rosemary Keppel, figlia dell'on. George Keppel e di Alice Keppel, presso la Guards Chapel, Wellington Barracks, a Londra. Divorziarono nel 1947 dopo aver avuto tre figli:
- On. Rosalind Maud Cubitt (1921–1994), sposata con il maggiore Bruce Middleton Hope Shand e madre di tre figli:
  - Camilla Rosemary Shand (nata il 17 luglio 1947), in seguito regina consorte del Regno Unito;
  - Sonia Annabel Shand (nata il 2 febbraio 1949);
  - Mark Roland Shand (28 giugno 1951 - 23 aprile 2014).
- On. Henry Edward Cubitt (1924–2013), IV barone Ashcombe, sposato inizialmente con Ghislaine Alexander (nata Dresselhuys), poi con Virginia Carington (figlia di Peter Carington, VI barone Carrington) e infine con Mary Elizabeth Dent-Brocklehurst (nata Chipps); non generò prole.

- On. Jeremy John Cubitt (1927–1958), sposato con Diana Edith Du Cane e padre di:
  - Sarah Victoria Cubitt (nata nel 1953).

Roland si sposò in seconde nozze il 6 agosto 1948 con Idina Joan Mills (morta nel 1954), ex moglie di John Charles Trueman Mills, nonché figlia del colonnello Robert Edward Myddelton e di sua moglie Lady Violet Wellesley.
Infine, si sposò in terze nozze il 2 luglio 1959 con Jean Baylis, ex moglie di Greville Pollard Baylis e figlia di Charles Tuller Garland.

### Morte

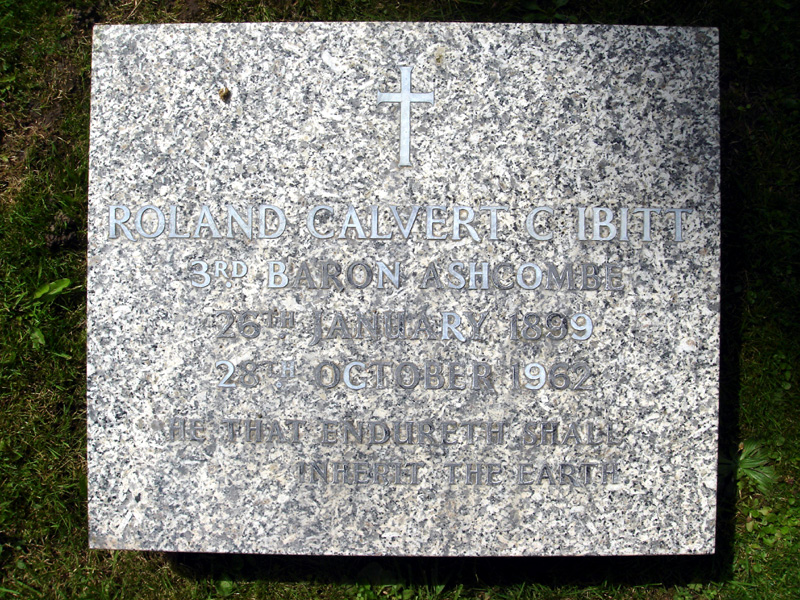
Monumento funerario di Roland Cubitt.

Morì il 28 ottobre 1962 e fu sepolto nel cimitero della chiesa di san Barnaba, Ranmore Common, Surrey.